# Зафир Йончев
Зафир Христов Йончев е български художник-график, майстор на графичните техники, преподавател.
Дългогодишен секретар на Съюза на българските художници. Ученик на известния български художник – живописец и график Веселин Стайков. Син на Христо Йончев-Крискарец и наследник на рода на самоковския възрожденски деец Димитър Смрикаров, известен и с това, че е пренесъл за първи път картофите в България през 1835 г.
Създател е на графична база в Самоков (1973). Носител е на почетния знак „Никола Маринов“. През 1982 г. е удостоен със званието „Почетен гражданин“ на град Самоков, а на 4 юни 1985 г. получава почетния знак на Ботевград първа степен.
Зафир Йончев умира в София през 2006 г.

## Графики
- Графики в Художествената галерия, Добрич Архив на оригинала от 2008-10-12 в Wayback Machine.